# Sales (banda)
Sales es una banda de pop indie estadounidense de Orlando, Florida. Los miembros de la banda son los músicos Lauren Morgan y Jordan Shih. En julio de 2014, la banda fue nombrada «Ones to Watch» para la segunda mitad de ese año por The Hype Machine por ser una de las bandas más blogueadas que lanzaron un álbum de larga duración.
La banda es independiente y lanzaron su primer sencillo Renee/Tonka el 1 de diciembre de 2013 a través de la plataforma de música Bandcamp. Su primer EP se lanzó en septiembre de 2014, y su primer álbum en abril de 2016. Las ilustraciones para todos los lanzamientos de la banda son hechas por la artista y diseñadora de collage, Alana Questell.

## Historia
Morgan (Guitarrista, vocalista) y Shih (Guitarrista, programador) formaron una banda en Orlando, Florida después de una larga amistad grabando música juntos por varios años. Su último proyecto musical, SALES, está basado en la improvisación vocal e instrumental conocida como sample.
El 31 de enero de 2014, el primer día del Año Nuevo Chino, la banda publicó su segundo single titulado «Chinese new year». La banda subsecuentemente recibió una aclamación positiva de blogs de música, entre estos CCMJ, Stereogum, y Pigeons and Planes. CMJ describió la canción como «... melodía arenosa y melodiosa con la voz ligeramente arrulladora de la cantante Lauren Morgan saltando sobre guitarras optimistas y un pequeño zumbido sintético. Al menos el año del caballo suena bastante bien hasta ahora».
El 16 de septiembre de ese mismo año, la banda anunció el lanzamiento de su debut EP, junto con un remix de un compañero y también música de Orlando XXYYXX. Ellos publicaron su EP, junto con una nueva canción titulada «getting it on» el 22 de septiembre de 2014.
El 12 de abril de 2016, la banda organizó una transmisión en vivo en Twitch y una fiesta de escucha donde tocaron temas de su próximo debut homónimo y mostraron la obra de arte de Alana Questell. El álbum, titulado SALES LP, fue lanzado el 20 de abril de 2016.
El 18 de agosto de 2016 la banda anunció  por su página de Facebook sobre un miembro adicional, el baterista Joy Cyr, el cual se uniría a la banda para su temporada de gira en 2016.
Para abril de 2017, Cyr fue reemplazado por Malcolm Martin, quien continuó la temporada de gira como baterista, y es frecuentemente etiquetado y destacado en fotos en las redes sociales de la banda. Sin embargo, Martin no está en la lista como un miembro oficial en el Facebook o en el Bandcamp. La banda sigue marcándose a sí misma como un «duo» en su Twitter.
En septiembre de 2017, la banda lanzó un nuevo single, «Talk a Lot». Ellos siguieron a este con el sencillo «Off and On» en febrero de 2018, y “White Jeans” en mayo de 2018. En julio de 2018, SALES publicó su segundo álbum, «Forever y ever». La foto de la portada fue tomada por Malcolm Martin, en contraste con sus lanzamientos anteriores, en los cuales todas las obras fueron hechas por Alana Questell. Las portadas de los  tres single también presentaban fotografías, aunque no se sabe quién tomó las fotos de su sitio web.
Al 28 de enero de 2019 SALES tuvo 953,489 oyentes mensuales en Spotify. Entre el 28 de marzo y el 5 de mayo, la banda recorrió el sur de Estados Unidos.

## Discografía

### 7" Singles
- renee/tonka time 7" – 2013

### Singles
- renee  – 2013
- chinese new year  – 2014
- vow  – 2014
- jamz  – 2016
- ivy  – 2016
- for you  – 2016
- Talk a Lot  – 2017
- Off and On[22]  – 2018
- White Jeans – 2018

### EP

#### SALES EP
Se lanzó el 22 de septiembre de 2014 como un EP de seis canciones que incluye, renee, vow, chinese new year, getting it on, toto and toto (XXYYXX) remix.

### Álbumes

#### SALES LP
Se lanzó el 20 de abril de 2016 como el primer álbum de larga duración, In una crítica de DIY (magazine) el álbum fue valorado con 4/5 estrellas y lo describió como tener “un regalo para parecer tímido y directo.”

### Forever & Ever
Se lanzó el 19 de julio de 2018 como su segundo álbum de larga duración. En una crítica de Pitchfork el álbum fue clasificado con un 7/10 y descrito como “un mundo de pop minimalista y acogedor.”

### Compilations
- Majestic Casual II – 2014 (Majestic)
- those who were once friends are now fam – 2014 (Odd Castles)